# Acacia denudata
Acacia denudata é uma espécie de leguminosa do gênero Acacia, pertencente à família Fabaceae.